# Ауде-Рейн

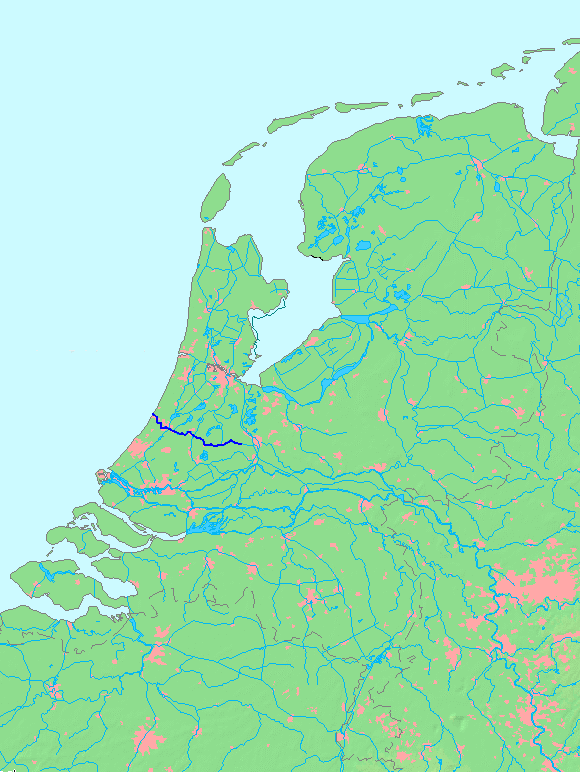

Ауде-Рейн (нидерл. Oude Rijn) или Старый Рейн — один из рукавов дельты Рейна, через который до средних веков проходило главное русло этой реки. Длина Ауде-Рейна составляет 52 км.
В древности по нему проходила северная граница Римской империи. Как брод через этот рукав Рейна был построен город Утрехт. Также на Ауде-Рейне стоит город Лейден, Бодегравен.
К XVII веку Старый Рейн стал практически непригоден для судоходства.